# Stolnici
Stolnici is een Roemeense gemeente in het district Argeș.
Stolnici telt 3623 inwoners.